# Kańczuga (gemeente)
De gemeente Kańczuga is een stad- en landgemeente in het Poolse woiwodschap Subkarpaten, in powiat Przeworski.
De zetel van de gemeente is in Kańczuga.
Op 30 juni 2004 telde de gemeente 12 766 inwoners.

## Oppervlakte gegevens
In 2002 bedroeg de totale oppervlakte van gemeente Kańczuga 105,15 km², waarvan:
- agrarisch gebied: 77%
- bossen: 14%

De gemeente beslaat 15,06% van de totale oppervlakte van de powiat.

## Demografie
Stand op 30 juni 2004:
| Omschrijving                   | Totaal | Totaal | Vrouwen | Vrouwen | Mannen | Mannen |
| ------------------------------ | ------ | ------ | ------- | ------- | ------ | ------ |
| eenheid                        | aantal | %      | aantal  | %       | aantal | %      |
| inwoners                       | 12 766 | 100    | 6550    | 51,3    | 6216   | 48,7   |
| bevolkingsdichtheid (inw./km²) | 121,4  | 121,4  | 62,3    | 62,3    | 59,1   | 59,1   |

In 2002 bedroeg het gemiddelde inkomen per inwoner 1165,55 zł.

## Plaatsen
- miasto Kańczuga
- Bóbrka Kańczucka
- Chodakówka
- Krzeczowice
- Lipnik
- Łopuszka Mała
- Łopuszka Wielka
- Medynia Kańczucka
- Niżatyce
- Pantalowice
- Rączyna
- Siedleczka
- Sietesz
- Wola Rzeplińska
- Żuklin

## Aangrenzende gemeenten
Dubiecko, Gać, Jawornik Polski, Markowa, Pruchnik, Przeworsk, Zarzecze